# Fase de Classificació de la Copa del Món de Rugbi 1995-Oceania
La zona oceànica tenia per a la Copa del Món de Rugbi de 1995 una plaça disponible a sumar a les 3 nacions d'Oceania que ja estaven classificades: Nova Zelanda, Austràlia i Samoa Occidental.
Dos equips lluitaven per la plaça vacant. Es va decidir realitzar una eliminatòria a doble volta per discernir qui optenia el passaport per jugar el mudial de Sud-àfrica.

## Eliminatòria
Tonga es classifica per la Copa del Món de Rugbi de 1995, per un resultat final a l'eliminatòria de 34–26.
| Fiji | 11–24 | Tonga | 12 de juny de 1993 {{{time}}} - Suva, Fiji |
|      |       |       | 12 de juny de 1993 {{{time}}} - Suva, Fiji |

| Tonga | 10–15 | Fiji | 17 de juliol de 1993 {{{time}}} - Nuku'alofa, Tonga |
|       |       |      | 17 de juliol de 1993 {{{time}}} - Nuku'alofa, Tonga |